# Cadolzburg
Cadolzburg is een gemeente in de Duitse deelstaat Beieren, en maakt deel uit van het Landkreis Fürth.
Cadolzburg telt 11.257 inwoners.
Cadolzburg is de geboorteplaats van de Duitse violist en componist Johann Georg Pisendel (1687–1755).
Het gelijknamige kasteel was een vesting van het Huis Hohenzollern.

## Plaatsen in de gemeente Cadolzburg
| - Ballersdorf - Deberndorf - Egersdorf - Gonnersdorf - Greimersdorf | - Pleikershof - Roßendorf - Rütteldorf - Schwadermühle - Seckendorf | - Steinbach - Vogtsreichenbach - Wachendorf - Waldhaus - Zautendorf |

Ammerndorf ·
Cadolzburg ·
Großhabersdorf ·
Langenzenn ·
Oberasbach ·
Obermichelbach ·
Puschendorf ·
Roßtal ·
Seukendorf ·
Stein ·
Tuchenbach ·
Veitsbronn ·
Wilhermsdorf ·
Zirndorf